# Giulia Moi
Giulia Moi (Cagliari, 24 maggio 1971) è una politica italiana.

## Biografia
Laureata in Scienze Biologiche presso l'Università di Cagliari, ha successivamente conseguito un Ph.D. presso il King's College London, con una tesi dal titolo Chemistry and Biological Activity of Kigelia pinnata Relevant to Skin Conditions.
Nel 2010 si è candidata alle elezioni provinciali di Cagliari nella lista dell'Unione Popolare Cristiana, in sostegno al candidato del centrosinistra Graziano Milia, ottenendo 16 voti.
Successivamente aderisce al Movimento 5 Stelle, nelle cui liste viene eletta europarlamentare alle elezioni europee del 2014, suscitando delle polemiche interne poi oggetto di vicende giudiziarie.
Il 31 dicembre 2018 viene infine espulsa dal Movimento 5 Stelle su decisione dei Probiviri dopo una procedura disciplinare presso il Parlamento europeo per cui pende appello.
Moi si è occupata di presunti abusi di un ente di formazione sardo finanziato con un milione di euro di fondi europei. L'ente fu oggetto di inchiesta nel 2013 a seguito di un suo esposto e l'ha poi querelata per le sue affermazioni del 2011. Con sentenza del 23 luglio 2020, il Tribunale penale di Cagliari l'ha condannata per diffamazione a 800 euro di multa e a 60.000 euro di risarcimento dei danni, quindicimila per ciascuna delle quattro parti civili.
Come componente della commissione agricoltura del Parlamento europeo (AGRI), Moi è stata relatrice insieme a Renate Sommer per la direttiva sulla clonazione di animali delle specie bovina, suina, ovina, caprina ed equina allevati e fatti riprodurre a fini agricoli. È stata inoltre al centro di un acceso dibattito nella medesima commissione in relazione a una proposta della Commissione europea in materia di OGM che è stata infine respinta dalla plenaria del Parlamento europeo il 28 ottobre 2015 su proposta del relatore principale Giovanni La Via e di una commissione quasi unanime.
Terminata l'esperienza all'europarlamento, Giulia Moi fonda il movimento Progresso Sostenibile, che in vista delle elezioni europee del 2024 inizialmente aderisce a Libertà, lista elettorale promossa da Cateno De Luca di Sud chiama Nord, salvo poi ritirarsi prima del deposito delle liste.